# Camp de concentration de Wittmoor
Le camp de concentration de Wittmoor a été l'un des premiers camps de concentration nazis entre le 10 avril 1933 et octobre 1933.

## Source
- (de) Cet article est partiellement ou en totalité issu de l’article de Wikipédia en allemand intitulé « KZ Wittmoor » (voir la liste des auteurs).